# 喜悅飲食集團

喜悅飲食集團

喜悅飲食集團﹝英語：﹞是香港一家中式酒樓飲食集團。本集團成立於2003年，業務以廣東菜為主。喜悅飲食集團至今擁有多個品牌，分店遍佈香港島各區。喜悅飲食集團以瓦缸煨湯為著名菜式。

## 歷史
- 2003年先後於上環、中環開設分店
- 2006年於北角開設分店
- 2009年中環、上環、北角先後重新裝修，並更改酒家名
- 2010年於西環開設以火鍋為主的分店
- 2016年7月於月租43萬元、呎租約14元，向林子峰和陳秉志租用將軍澳翠林商場（現名為翠林新城）5樓133號舖及6樓全層，佔地約3萬平方呎，將於上址開設酒樓及提供佔地約7000方呎24小時麻將耍樂「聯誼會」，集團只剩下青衣分店

## 分店資訊
- 喜悅皇宮
  - 青衣長康邨
  - 香港仔華貴邨
- 星滿樓宴會廳 - 囍悅軒
  - 元朗錦繡花園

## 已結業分店
- 喜悅軒酒家
  - 九龍灣德福廣場
- 喜悅火鍋海鮮酒家
  - 中環皇后大道中
  - 北角馬寶道
- 喜悅海鮮皇宮
  - 西環皇后大道西
  - 北角電氣道
- 喜悅皇宮大酒樓
  - 上環德輔道中
- 喜悅點心專門店
  - 粉嶺嘉福邨
- 喜悅皇宮
  - 藍田興田邨
  - 將軍澳翠林新城
- 囍悅石頭火鍋
  - 紅磡華懋紅磡商業中心
- 囍悅酒家
  - 秀茂坪安達邨

## 外部連結
- 喜悅飲食集團（页面存档备份，存于）